# Synagoge (Ottensoos)

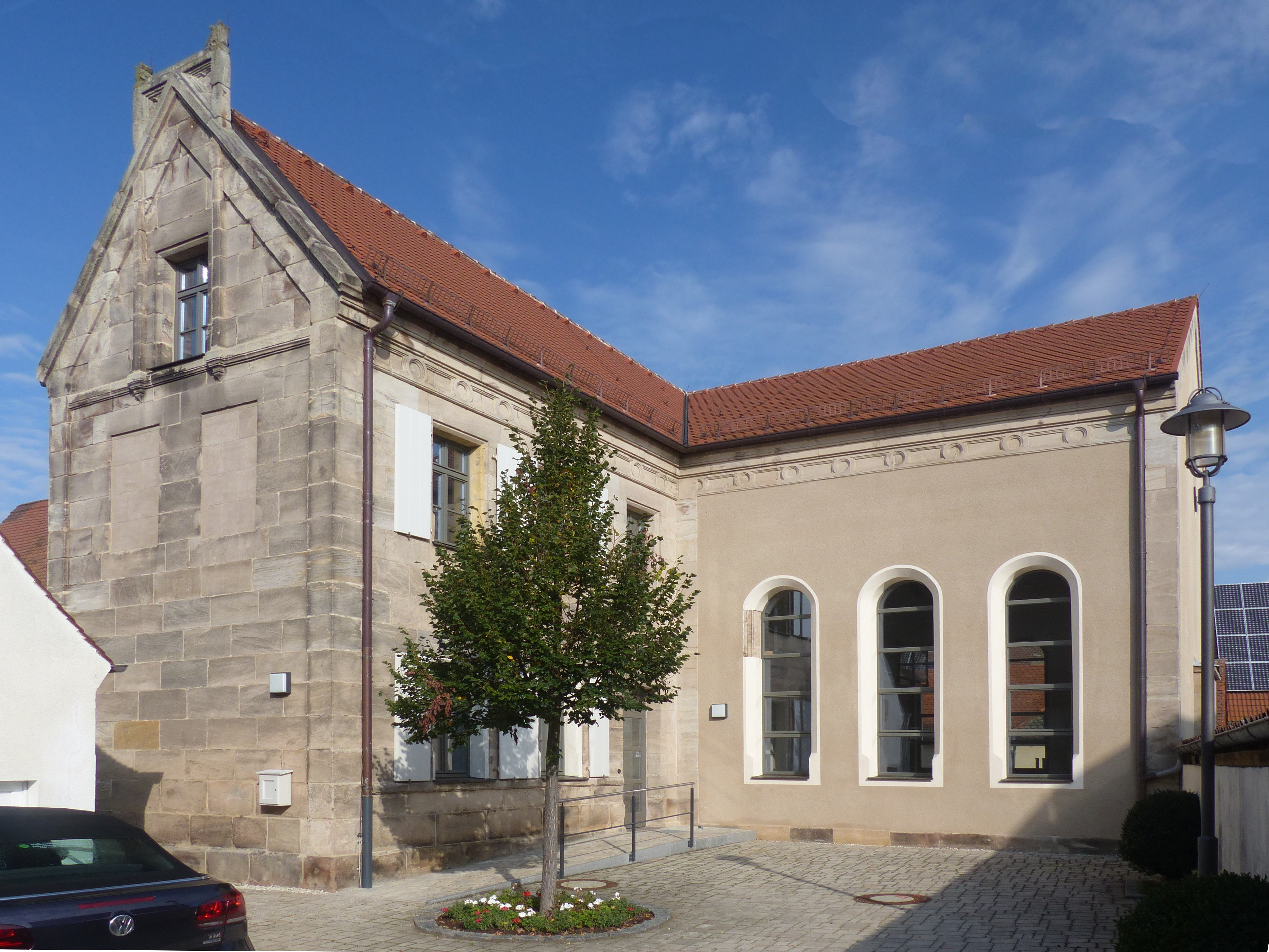
Synagoge in Ottensoos

Die Synagoge in Ottensoos, einer Gemeinde im mittelfränkischen Landkreis Nürnberger Land in Bayern, wurde – nachdem der Vorgängerbau aus dem Jahr 1686 durch einen Brand am 1. September 1871 zerstört worden war – an gleicher Stelle errichtet. Die profanierte Synagoge am Dorfplatz 5 ist ein geschütztes Baudenkmal.
Im Jahr 1872 wurde die neue Synagoge feierlich eingeweiht.
In der Zeit des Nationalsozialismus zertrümmerten Unbekannte im März 1936 ein Synagogenfenster. Während der Novemberpogrome 1938 wurde das Synagogengebäude teilweise zerstört und die Inneneinrichtung völlig vernichtet. Die Ritualien sind seitdem verschollen.
Das Synagogengebäude, das seit 1938 der Gemeinde Ottensoos gehört, wurde nach 1945 zu einem Wohnhaus umgebaut. Dabei wurde im hohen Gebetsraum eine Zwischendecke eingezogen.
Im November 1988 wurde am Synagogengebäude eine Hinweistafel angebracht, die über die Geschichte des Gebäudes und über das Schicksal der jüdischen Mitbürger von Ottensoos informiert.
Seit 2003 stand das Gebäude leer und im Jahr 2010 wurde mit der Rekonstruktion und Renovierung der ehemaligen Synagoge begonnen.
Am 7. Juni 2015 wurde das Gebäude als Ort der Erinnerung und der Kultur eröffnet. Nur wenige Spuren erinnern an das Gotteshaus: Die Thora-Nische ist erkennbar und der Standort der Bima (Thora-Lesepult) ist auf dem Boden markiert.